# Tróc bạc
Tróc bạc hay còn gọi môn leo lá bạc, môn leo lá mũi tên, bạch hồ điệp (danh pháp khoa học: Syngonium podophyllum) là một loài thực vật có hoa trong họ Ráy (Araceae). Loài này được Schott miêu tả khoa học đầu tiên năm 1851.

## Hình ảnh

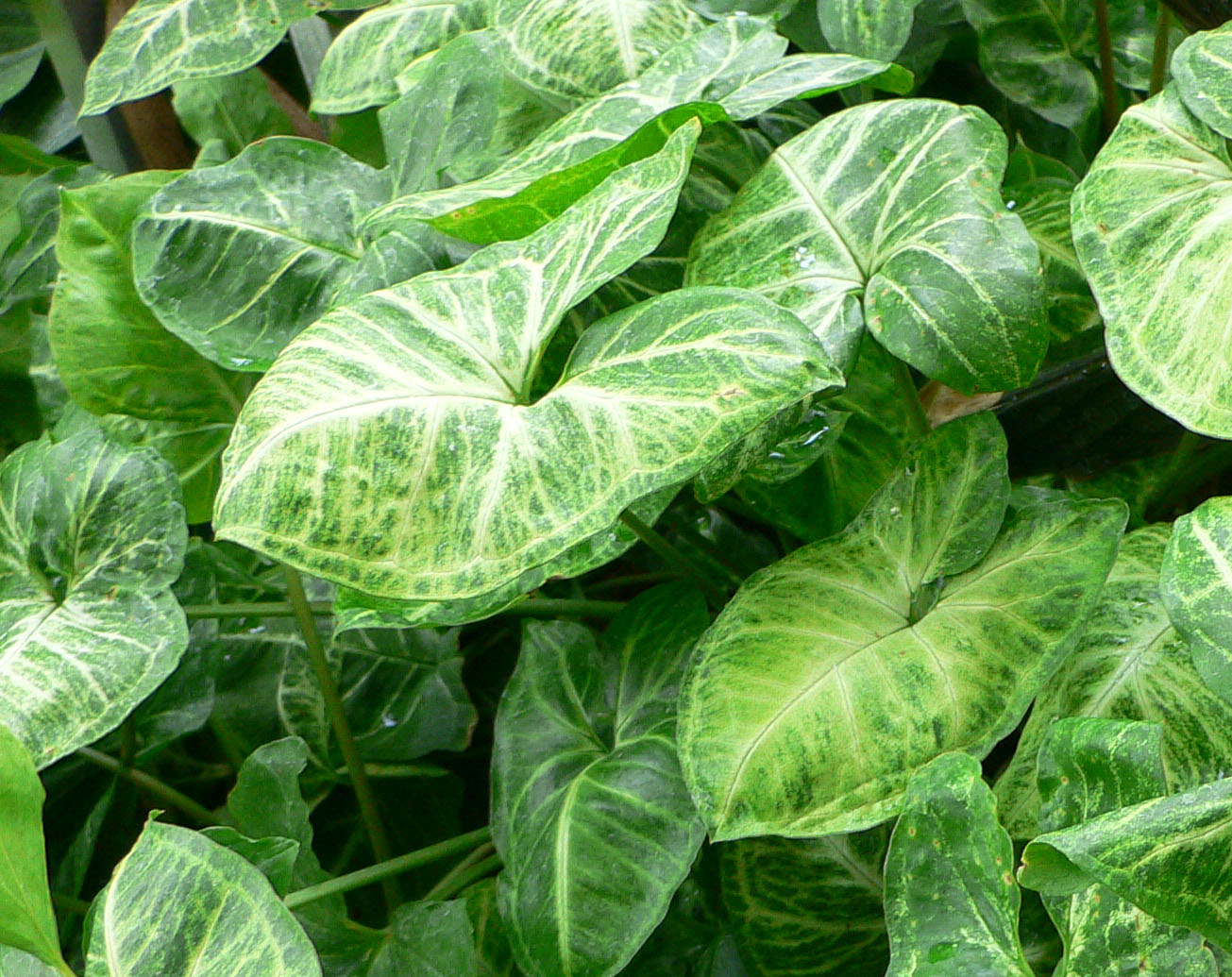
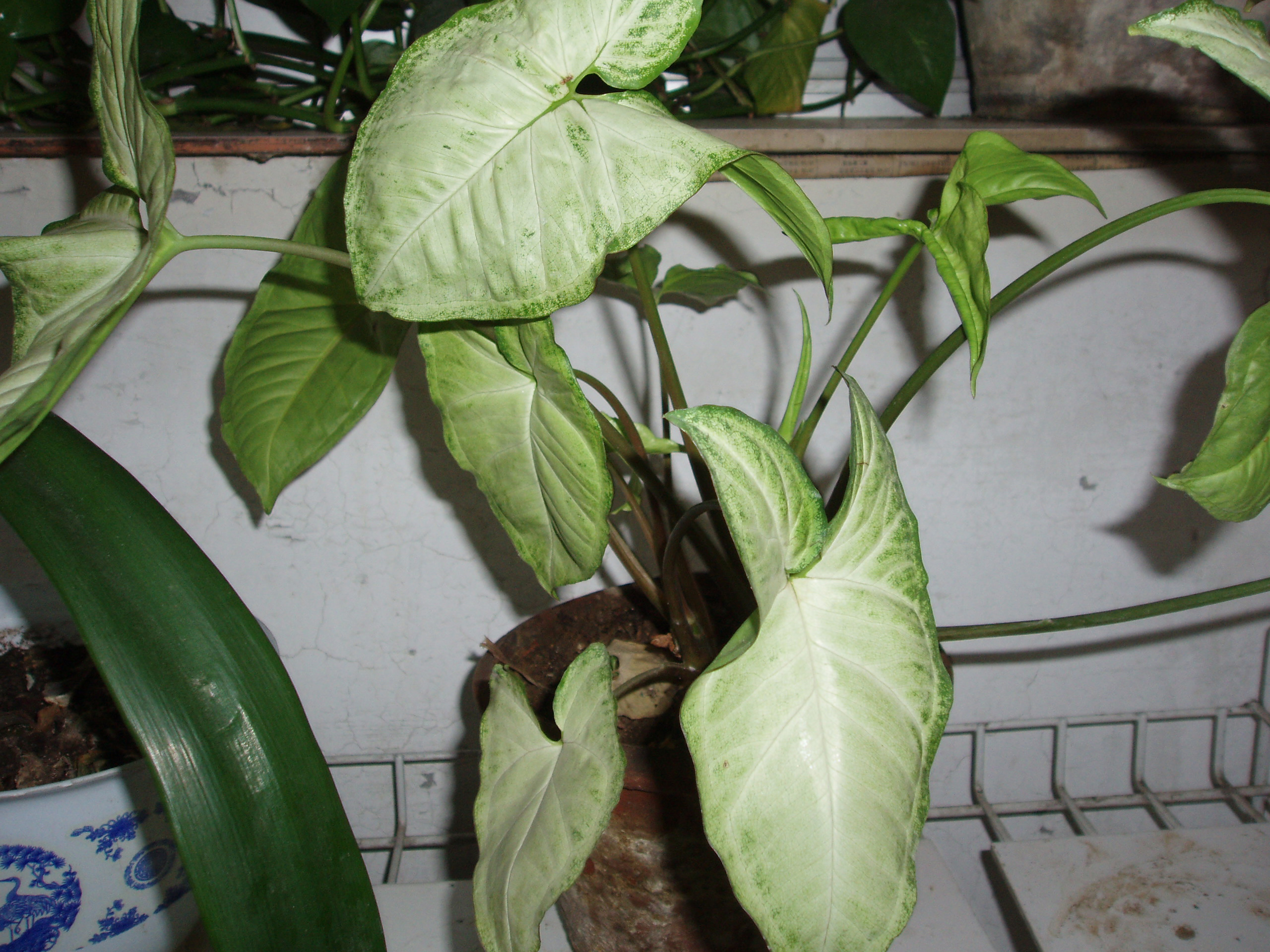
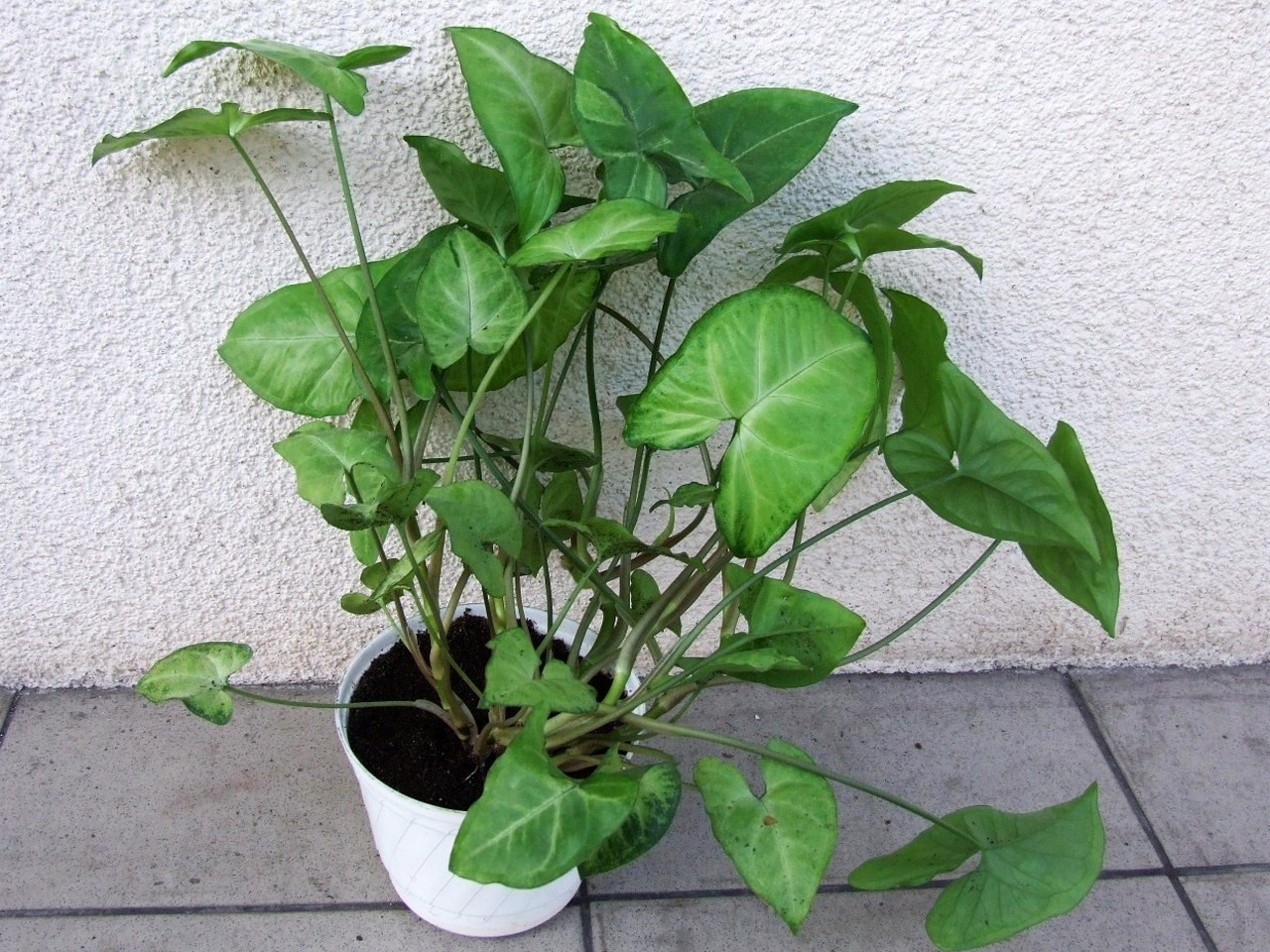
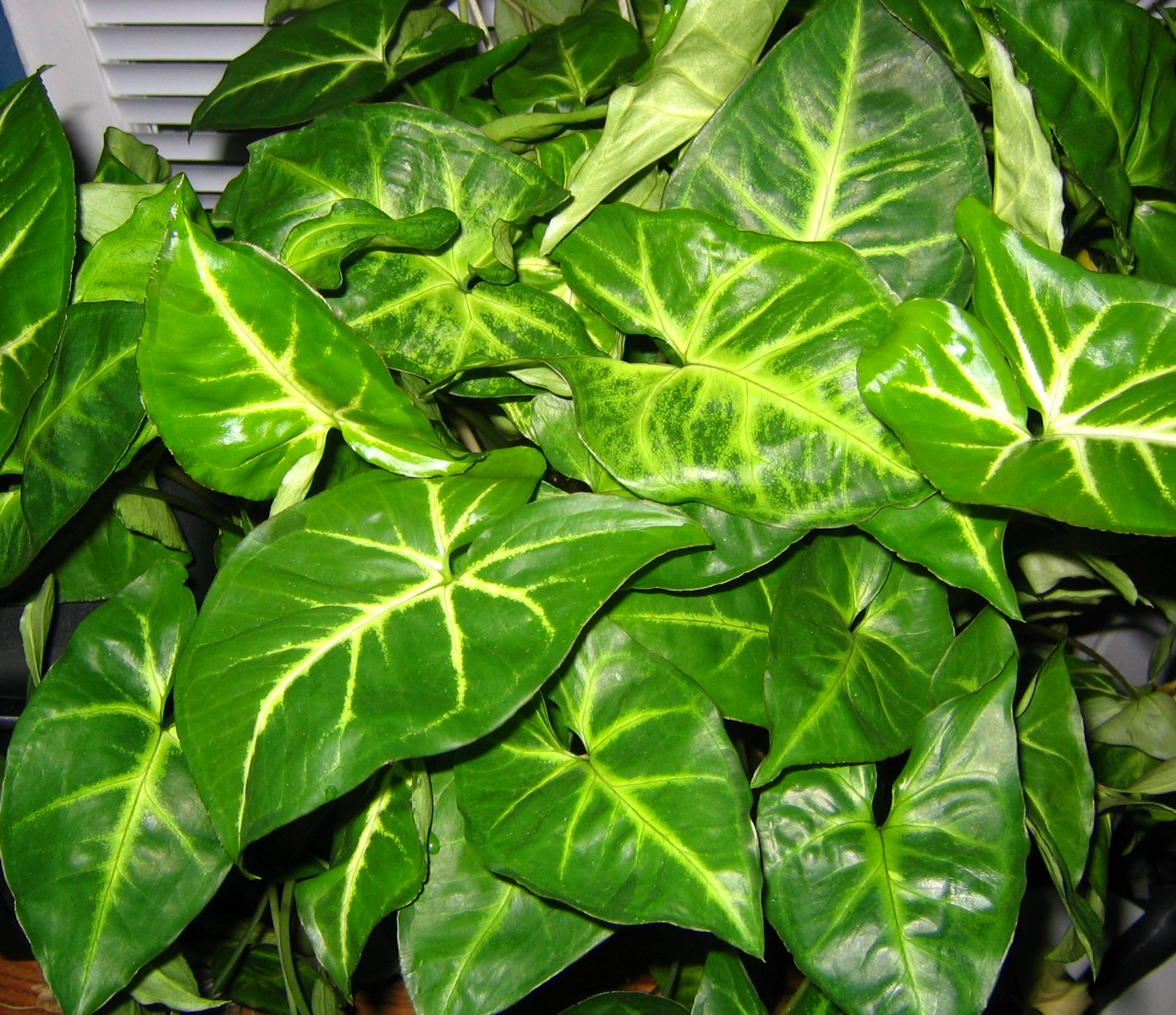